# Return to Firetop Mountain
Return to Firetop Mountain (Brasil: Retorno à Montanha de Fogo / Portugal: Regresso à Montanha do Fogo)  é o quinquagésimo livro-jogo da coleção Fighting Fantasy (que no Brasil e em Portugal recebeu o nome de Aventuras Fantásticas), escrito por Ian Livingstone e ilustrado por Martin McKenna, publicado originalmente em 1992 , em 2003, foi republicado pela Wizard Books.

É uma sequela do primeiro livro da coleção, The Warlock of Firetop Mountain, escrito para celebrar o 10º aniversário de Fighting Fantasy. Ele foi originalmente planejado para ser o último livro da série, mas, como a série ainda era bastante popular, outros livros foram publicados.